# Kostel svatého Michaela (Bohdanovice)
Kostel svatého Michala v Bohdanovicích je římskokatolický jednolodní barokní kostel postavený v roce 1770. Je chráněn jako kulturní památka České republiky.

## Historie
Kostel byl vybudován v roce 1770. V roce 1806 byl opravován a pak znovu po roce 1851, kdy vyhořel. Kostel byl původně filiálním kostelem kostela v Hořejších Kunčicích. Po jeho zániku a přenesení sídla farnosti do Bohdanovic se stal kostelem farním.

## Interiér
Hlavní oltář je novobarokní s obrazem sv. Michaela. Obraz namaloval Rudolf Templer v roce 1877. V kostele je volně zavěšen obraz sv. Barbory z konce 18. století, který je připisován Ignáci Güntherovi. Křížová cesta v kostele je z 19. století.